# アルドースレダクターゼ
アルドースレダクターゼ（Aldose reductase）またはアルデヒドレダクターゼ（aldehyde reductase）は、アルドースを糖アルコールに変換する炭水化物代謝の酵素である。酵素反応にはNADPが使われる。

## 反応
グルコース + NADPH + H+ → ソルビトール + NADP+
ガラクトース + NADPH + H+ → ガラクチトール + NADP+

## 糖尿病での役割
グルコース濃度は糖尿病患者ではしばしば上昇し、アルドースレダクターゼは糖尿病の合併症を招くと長く信じられていた。数々のアルドース還元酵素阻害剤の候補薬が開発され、その殆どが実質的に失敗に終わったもののエパルレスタットのような成功例も登場し、実用化されている。

## 機能
アルドースレダクターゼの反応、特に生成するソルビトールは体の様々な臓器にとって重要である。例えば、グルコースからのフルクトース合成の一段階目の反応に使われている。（二段階目は、ソルビトールデヒドロゲナーゼによるソルビトールからフルクトースへの変換である。）
グルコースからフルクトースへの主経路は、ヘキソキナーゼによるグルコースのグルコース-6-リン酸へのリン酸化を含み、フルクトース-6-リン酸への異性化とリン酸の加水分解へ続く。しかし、ソルビトール経路の方がATPのエネルギーを必要としないので有用である。
- 精嚢：ソルビトールから合成されたフルクトースは精細胞で使われる。
- 肝臓：ソルビトールから合成されたフルクトースは解糖系、糖新生のエネルギー源に使われる。

また、アルドースレダクターゼは水晶体、網膜、シュワン細胞、胎盤、そして赤血球にも存在する。